# Lyndsey Rodrigues
Lyndsey Rodrigues (Sydney, 23 luglio 1981) è una conduttrice televisiva australiana.

## Biografia
Inizia la sua carriera come VJ di MTV, in seguito si trasferisce negli Stati Uniti per co-condurre il programma Total Request Live da New York. Dopo la chiusura del programma decide di tornare in Australia, dove continua a lavorare in tv per Nine Network e in radio. Il 7 aprile 2009 conduce insieme a Shane Crawford lo show World's Funniest Videos.

## Vita privata
Nel luglio del 2008 Rodrigues annuncia il fidanzamento con Chris Durlacher.